# Garypus levantinus
Garypus levantinus är en spindeldjursart som beskrevs av Longinos Navás 1925. 
Garypus levantinus ingår i släktet Garypus och familjen gammelekklokrypare. Inga underarter finns listade i Catalogue of Life.